# Lago
Lago – miejscowość i gmina we Włoszech, w regionie Kalabria, w prowincji Cosenza.
Według danych na rok 2004 gminę zamieszkiwały 3092 osoby, 63,1 os./km².